# Pełzacze (ptaki)
Pełzacze, pełzaczowate (Certhiidae) – monotypowa rodzina ptaków z rzędu wróblowych (Passeriformes). 

## Występowanie
Pełzacze występują w Eurazji, Afryce, Ameryce Północnej i Środkowej. 

## Charakterystyka
Długość ciała 11–14 cm, masa ciała 6,5–12,5 g. Pełzacze są bardzo podobne w wyglądzie i zachowaniu, dlatego też na obszarach, gdzie występuje więcej niż jeden gatunek, odróżnienie ich sprawia duże trudności. Pełzaczowate nie podejmują dalekich migracji.
Są małymi ptakami, żerującymi na drzewach. Z wierzchu są brązowe, a od spodu białe. Mają długi zakrzywiony dziób, którym wydobywają drobne bezkręgowce z zagłębień w korze. Podobnie jak dzięcioły, mają sztywne sterówki, którymi podpierają się podczas przebywania na pniu drzewa. Gniazdują w rozmaitych szczelinach w pniach lub między pniem a korą.

## Systematyka
Pełzacze najbliżej spokrewnione są z pełźcami (Salpornithidae), które dawniej były klasyfikowane jako ich podrodzina (Salpornithinae).

### Etymologia
Greckie κερθιος kerthios – mały, zamieszkujący drzewa, owadożerny ptak wspomniany przez Arystotelesa, być może pełzacz Certhia, lecz nigdy nie został właściwie zidentyfikowany. W nomenklaturze zoologicznej i w różnych kombinacjach nazw rodzajowych nazwę tę stosuje się na określenie rozmaitych cienkodziobych i krzywodziobych gatunków ptaków.

### Podział systematyczny
Do rodziny należy jeden rodzaj – Certhia – obejmujący następujące gatunki:
- Certhia tianquanensis Li Gui-yuan, 1995 – pełzacz syczuański
- Certhia nipalensis Blyth, 1845 – pełzacz rdzaworzytny
- Certhia discolor Blyth, 1845 – pełzacz dębowy
- Certhia manipurensis Hume, 1881 – pełzacz płowy – takson wyodrębniony z C. discolor[10][11][12][13][14][15]
- Certhia himalayana Vigors, 1832 – pełzacz himalajski
- Certhia brachydactyla C.L. Brehm, 1820 – pełzacz ogrodowy
- Certhia americana Bonaparte, 1838 – pełzacz amerykański
- Certhia hodgsoni W.E. Brooks, 1871 – pełzacz mały – takson wyodrębniony z C. familiaris[10][11][12][13][14][16]
- Certhia familiaris Linnaeus, 1758 – pełzacz leśny